# Au rendez-vous des Enfoirés
 (janvier 2016).
Si vous disposez d'ouvrages ou d'articles de référence ou si vous connaissez des sites web de qualité traitant du thème abordé ici, merci de compléter l'article en donnant les références utiles à sa vérifiabilité et en les liant à la section « Notes et références ».
Albums de Les Enfoirés
Sur la route des Enfoirés
(2015) Mission Enfoirés
(2017)
Au rendez-vous des Enfoirés est le vingt-sixième album des Enfoirés, enregistré lors de leur série de concerts à Paris du 20 au 25 janvier 2016. Ce fut la dernière participation de Jean-Jacques Goldman.

## Hymne
L'hymne des Enfoirés 2016 est une chanson inédite intitulée Liberté. Il s'agit de la mise en musique du poème de Paul Éluard par Richard Mortier et Marc Lavoine sur un clip de Sylvain Bergère.
À l'occasion des 30 ans des Restos du cœur, 50 artistes ont participé à l'enregistrement de cette chanson. Un extrait fut dévoilé sur RTL et TF1 le vendredi 8 janvier 2016.

## Diffusion télévisée
Le concert enregistré sur la scène de l'AccorHotels Arena a été diffusé sur TF1 le 11 mars 2016 à 20h55. Il fut regardé par 11.1 millions de personnes, soit 50.2 % de part d'audience.
Le lendemain de cette diffusion, le double CD et le double DVD de cette édition 2016 ont été mis en vente au profit des Restos du Cœur français.

## Liste des titres
La liste des titres est présentée dans le même ordre que dans le DVD.
1. Et moi je chante (Gérard Lenorman) : Zazie, Jean-Louis Aubert, Soprano, Christophe Maé, Jenifer, Pascal Obispo, Les Enfoirés
2. Clown (Soprano)  : Shy'm, Christophe Maé, Mimie Mathy, Tal
3. Jean-Marc au café (sketch) : Jeff Panacloc et Jean-Marc, Patrick Fiori, Claire Keim
4. Si maman si (France Gall) : M. Pokora, Nolwenn Leroy, Pascal Obispo, Zazie
5. Medley Le Train fantôme : Gérard Jugnot, Kad Merad, Jean-Baptiste Maunier, Thomas Dutronc
  1. Cuba (Gibson Brothers) : Lorie, Tal
  2. Brisé (Maître Gims) : Soprano, Patrick Fiori
  3. Wake me up (Wham!)  : Claire Keim, Zazie, Michael Jones
  4. Noir c'est noir (Johnny Hallyday)  : Nicolas Canteloup
  5. Avenir (Louane)  : Jenifer, Shy'm
  6. Désenchantée (Mylène Farmer)  : M. Pokora, Christophe Willem
6. L'Île déserte (sketch) : Pierre Palmade, M. Pokora, Lorie
7. Medley Le Pénitencier
  1. The House of The Rising Sun (The Animals) : MC Solaar
  2. Le Pénitencier (Johnny Hallyday) : Thomas Dutronc, Patrick Bruel, Nolwenn Leroy, Kad Merad, Claire Keim
8. Jour 1 (Louane) : Renaud Capuçon, Marie-Agnès Gillot, Michèle Laroque, Liane Foly, Claire Keim, Lorie
9. Michèle oublie tout (sketch) : Michèle Laroque, Mimie Mathy, Patrick Fiori, Soprano, MC Solaar
10. Le Psy (sketch) : Mimie Mathy, Maxime Le Forestier
11. L'Hypnotiseur (sketch) : Mimie Mathy, Kad Merad, Soprano, Liane Foly, Jean-Baptiste Maunier
12. Marie (Johnny Hallyday) : Maxime Le Forestier, Jean-Louis Aubert, Jean-Jacques Goldman, Marc Lavoine, Sébastien Chabal, Zlatan Ibrahimović
13. Medley L'Eurovision des Enfoirés : Mickaël Youn, Michèle Laroque
  1. Gimme, Gimme, Gimme (ABBA) : Jean-Jacques Goldman, Patrick Fiori, Shy'm, Nolwenn Leroy
  2. L'italiano (Toto Cutugno)  : Thomas Dutronc, MC Solaar, Mimie Mathy
  3. À Paris (Francis Lemarque)  : Gérard Jugnot, Maxime Le Forestier, Pierre Palmade, Marc Lavoine
  4. Sweet Darling (Fréro Delavega)  : Grégoire, Sandrine Kiberlain, Zazie
  5. Dragostea din tei (O-Zone)  : Michèle Laroque, Michaël Youn
14. Les Comédies musicales (sketch) : Mickaël Youn, Kad Merad
15. La Promo avec un grand M (sketch): Thomas Dutronc, Kad Merad, Monica Bellucci
16. Chandelier (Sia) : Véronic Dicaire, Nolwenn Leroy, Jean-Baptiste Maunier, Christophe Willem
17. La Visite médicale de Jean-Marc (sketch) : Jeff Panacloc et Jean-Marc, Lorie, M. Pokora, Grégoire, Pascal Obispo, Shy'm
18. La Mère à Titi (Renaud) : Bénabar, Sandrine Kiberlain, Grégoire, Mimie Mathy
19. Visite médicale de Star Wars (sketch) : Patrick Fiori, Pascal Obispo, Patrick Bruel, Nicolas Canteloup, Pierre Palmade, Mimie Mathy, Shy'm, Gérard Jugnot
20. Medley Le Jerk
  1. Le Jerk (Thierry Hazard) : Mickaël Youn, Shy'm, Michèle Laroque, Grégoire
  2. Quand la musique est bonne (Jean-Jacques Goldman) : Michael Jones
21. Andalouse (Kendji Girac) : Thomas Dutronc, Soprano, Patrick Fiori, M. Pokora, Les Enfoirés
22. La promo avec un Z (sketch) : Patrick Bruel, Mickaël Youn, Pascal Obispo, Zlatan Ibrahimović
23. La poupée (Christophe Maé) : M. Pokora, Jean-Jacques Goldman, Jean-Baptiste Maunier, Jean-Louis Aubert, Tal
24. Les Barbies (sketch) : Jenifer, Liane Foly, Lorie, Michèle Laroque, Tal, Shy'm, Nolwenn Leroy, Véronic Dicaire, M. Pokora, Soprano
25. Parler à mon père (Céline Dion) : Patrick Fiori, Jenifer, Marc Lavoine
26. Les conseils musicaux de Michaël (sketch) : Patrick Bruel, Pascal Obispo, Jean-Jacques Goldman, Michaël Youn
27. Medley Formidable
  1. Qu'on est bien (Guy Béart) : Gérard Jugnot
  2. Formidable (Stromae) : Patrick Bruel, Christophe Maé, Pascal Obispo, Les Enfoirés
28. Medley Une étrange expo photo : Sandrine Kiberlain, Gérard Jugnot
  1. Henri, porte des Lilas (Philippe Timsit) : Patrick Bruel, Nicolas Canteloup
  2. Si demain... (Turn Around) (Bonnie Tyler/Kareen Antonn) : Tal, Véronic Dicaire, Kad Merad
  3. Faut pas pleurer comme ça (Daniel Guichard) : Pierre Palmade, Liane Foly
  4. On est là (M. Pokora) : Michaël Youn, Zazie
29. Liberté, poème de Paul Eluard, chanté par Les Enfoirés : Nolwenn Leroy, Patrick Bruel, Michèle Laroque, Jean-Louis Aubert, Pascal Obispo, Tal, Jean-Jacques Goldman, Jenifer, Marc Lavoine, Sandrine Kiberlain, Patrick Fiori, Véronic Dicaire, Thomas Dutronc, Claire Keim, Bénabar, Zazie, Kad Merad, Shy'm, Mimie Mathy, M. Pokora, Christophe Maé, Liane Foly, Maxime Le Forestier, Lorie, MC Solaar
30. La Chanson des Restos (Les Enfoirés) : Les Enfoirés

### Intermèdes
En plus des 17 tableaux présents sur les CD et DVD, les artistes ont chanté des tubes de leur répertoire ou d'autres artistes pendant les changements de décors.
- Soprano chante Cosmo
- Grégoire chante Toi + moi
- Christophe Maé chante Ça fait mal
- Liane Foly chante La vie ne m'apprend rien
- Tal chante Wanna Be Startin' Somethin'
- Shy'm chante Et alors
- Patrick Bruel chante Casser la voix ou Qui à le droit ou Place des grands Hommes
- Jean-Louis Aubert chante Un autre monde
- Michaël Youn chante Fous ta cagoule
- Mimie Mathy et Patrick Fiori chantent L'amitié
- Pascal Obispo chante L'envie d'aimer
- Maxime Le Forestier chante Mon frère
- Jean-Jacques Goldman et Michael Jones chantent Encore un matin

## Artistes
57 artistes ont participé aux Enfoirés 2016.
41 artistes ont participé à au moins un des concerts. Un astérisque (*) signifie que l'artiste a participé aux sept concerts[réf. nécessaire] :
- Jean-Louis Aubert*
- Monica Bellucci (première participation)
- Bénabar
- Patrick Bruel*
- Nicolas Canteloup
- Renaud Capuçon (première participation)
- Sébastien Chabal
- Véronic DiCaire (première participation)
- Thomas Dutronc*
- Patrick Fiori*
- Liane Foly*
- Marie-Agnès Gillot (première participation)
- Jean-Jacques Goldman*
- Grégoire*
- Zlatan Ibrahimović (première participation)
- Jenifer*
- Michael Jones*
- Gérard Jugnot
- Claire Keim*
- Sandrine Kiberlain
- Michèle Laroque*
- Marc Lavoine
- Maxime Le Forestier*
- Nolwenn Leroy*
- Lorie*
- Christophe Maé*
- Mimie Mathy*
- Jean-Baptiste Maunier*
- MC Solaar*
- Kad Merad*
- Emmanuel Moire
- Pascal Obispo*
- Pierre Palmade*
- Jeff Panacloc et Jean-Marc* (première participation)
- M Pokora*
- Shy'm*
- Sofia Carson* (première participation)
- Tal*
- Christophe Willem
- Michael Youn*
- Zazie

16 autres artistes ont également été conviés à participer au clip de la chanson Liberté :
- Amel Bent
- Black M (première participation)
- Dany Boon
- Francis Cabrel
- Julien Clerc
- François Damiens (première participation)
- Jean d'Ormesson (première participation)
- Garou
- Kendji Girac (première participation)
- Louane (première participation)
- Sophie Marceau (première participation)
- Florent Pagny
- Vanessa Paradis
- Alain Souchon
- Patrick Timsit
- Zaz

## Classements hebdomadaires
| Classement (2016)            | Meilleure place |
| ---------------------------- | --------------- |
| Belgique (Flandre Ultratop)  | 36              |
| Belgique (Wallonie Ultratop) | 1               |
| France (SNEP)                | 1               |
| Suisse (Schweizer Hitparade) | 1               |

## Certifications
| Pays          | Certification | Unités certifiées |
| ------------- | ------------- | ----------------- |
| France (SNEP) | Platine       | 100 000           |